# Luis Hernando Gómez
Luis Hernando Gómez Bustamante, né le 14 mars 1958 à El Águila, connu sous le nom d’alias Rasguño, est un ex-narcotrafiquant du Cartel du Norte del Valle. Il a été arrêté en 2004 et en 2007 extradé vers les États-Unis pour des accusations de blanchiment d’argent et de trafic de drogue.  
Il doit son surnom au fait qu’après avoir été effleuré à la joue par une balle, il minimisa la blessure en disant que ce n’était « qu’une égratignure ».

## Biographie
Luis Hernando Gómez est le fils de l’ancien maire de Marsella, Libardo Gómez, dans la propriété duquel se seraient tenues des réunions entre politiciens et paramilitaires. Il commença à travailler aux côtés de Orlando Henao Montoya en 1989 au sein du Cartel du Norte del Valle.

## Accusations à son encontre
Selon les procureurs, Gómez passa du pompage de gaz en 1991 à la déclaration de propriété d’une valeur de plus d’un demi-million de dollars par an peu après. D’après les procureurs fédéraux des États-Unis, Gómez géra l’empire du Nord del Valle de 1990 à 2004. Entre 1997 et 2004, il fut inculpé aux États-Unis à trois reprises dans trois États différents.  
La première inculpation, émise en janvier 1997 dans le district sud de Virginie, portait sur les accusations de Continuing Criminal Enterprise, de conspiration, d’armes à feu et de blanchiment d’argent.
Le 10 octobre 2002, une inculpation fut émise dans le district est de New York pour des accusations de narcotrafic et de blanchiment d’argent. En mars 2004, Washington D. C. accusa Gómez de trafic de drogue et de délits relevant du RICO.  
Le 11 mars 2004, la police colombienne mena des opérations contre Gómez, le privant de 68 propriétés rurales, 24 bureaux et 17 parkings, ainsi que d’autres biens et propriétés, pour une valeur totale de plus de 100 millions de dollars.
Il maintint une grande alliance avec le chef mexicain Amado Carrillo Fuentes, alias Señor de los cielos.

## Capture et extradition
Le 2 juillet 2004, Gómez fut capturé alors qu’il descendait d’un avion à l’Aéroport international José-Martí, sous des accusations liées à l’immigration. Gómez tentait d’entrer à Cuba avec un passeport falsifié. On pense qu’il fuyait la récompense de US$5 millions pour sa capture, offerte par le Département d'État des États-Unis et sa possible extradition vers les États-Unis.  
En raison des relations tendues entre Cuba et les États-Unis, la Colombie dut agir comme intermédiaire pour assurer la déportation et l’extradition de Gómez vers les États-Unis.
Le 9 juillet 2007, Gómez fut extradé de Cuba vers la Colombie,,,.  
Peu avant, il déclara dans une interview pour RCN Televisión avoir envoyé jusqu’à 11 tonnes de cocaïne en une nuit aux États-Unis, cocaïne achetée aux anciennes AUC de Salvatore Mancuso.
Le 19 juillet 2007, la procédure d’extradition commença, la police colombienne transférant Gómez depuis la Prison de Cómbita pour le remettre à des agents de la DEA des États-Unis. Gómez fut équipé d’un gilet pare-balles pendant son transfert à l’aéroport pour l’extradition. La crainte exprimée était celle d’un attentat contre sa vie de la part de narcotrafiquants ou de politiciens corrompus craignant ses révélations.  
On pense que son témoignage et son ordinateur personnel pourraient révéler des liens avec des responsables politiques et la police, ainsi qu’exposer le commerce colombien de cocaïne et le Cartel Norte del Valle.
Le 18 octobre 2008, Gómez plaida coupable de charges d’extorsion devant un tribunal de Washington. Il admit également avoir envoyé plus de 500 000 kilogrammes de cocaïne aux États-Unis via le Mexique entre 1990 et 2004, ainsi que la conspiration pour produire et distribuer plus de 10 000 kilogrammes de cocaïne destinés aux États-Unis.  
En raison d’un accord d’extradition entre les États-Unis et la Colombie, Gómez ne peut recevoir une peine de prison à perpétuité, c’est pourquoi un juge du district est de New York le condamna à 30 ans de prison.

## Culture populaire
- « Rasguño » est interprété par l’acteur colombien Juan Carlos Arango dans le rôle du personnage « Oswaldo Tovar alias Buñuelo » dans la série télévisée El Cartel.
- Le personnage de Braulio Bermúdez (interprété par l’acteur colombien Fernando Solórzano) dans la série télévisée Las muñecas de la mafia est inspiré de Gómez-Bustamante.
- Dans la série télévisée Tres Caínes, il est interprété par Mauricio Cujar dans le rôle du personnage « Raspón ».